# 长春有轨电车200系电车
长春有轨电车200系电车是长春轨道交通的电车车款之一，现在正在翻新中。

## 简介
200系电车由日本车辆制造于1932年生产，单节编组，共30辆。1941年采购二手车，是长春有轨电车第一代电车，也是其唯一从通车保存到现在的旧式列车，为高地板车辆。目前在库内进行翻修工程

## 列车配置
200系曾有2种外涂装，分别是绿色（1941-1999）和黄色（2000-2006），操纵器（1941.11-2000.4）为东芝制造，斩波调压器（2000.12-今）由沈阳新阳光生产。

## 编组
|          | CCYG200 ←西安大路站方向工农大路站方向→ |
| 車廂編號 | 201                                    |
| 受电弓   | ＞                                     |
| 形式區分 | (Mcp)                                  |
| 其他設備 | 旋转电机                               |
| 安裝機器 | 主电机/斩波器/变电柜/受电弓            |
| 車輛重量 | 19T                                    |
| 动力分布 | ●● ●●                                  |
| 轴式     | Bo-Bo                                  |
| 載客量   | 150人                                  |

## 未来计划
由于200系电车仅存的201号车在2013年开始翻新，长春公交集团电车公司遂将此型车作为观光车来运用。